# Середньочеський кубок з футболу 1924
Середньочеський кубок 1924 (чеськ. Stredoceský Pohár 1924) — сьомий розіграш футбольного кубку Середньої Чехії. Переможцем змагань вп'яте став клуб «Спарта» (Прага).

## Результати матчів
- «Славія» (Прага) — «Краловські Виногради» (Прага) — 1:1, 1:0
- «Славія» (Прага) — «Чехослован Коширже» — 2:3

## Фінал
| 26.10.1924 |

| «Спарта» (Прага)                  | 5 — 1 (3:0) | «Вршовіце» (Прага) |
| --------------------------------- | ----------- | ------------------ |
| Горейс Коленатий Дворжачек Прібой | звіт        | Догнал             |

| Прага |

«Спарта»: Ф.Гохманн, Стейнер, Шаня, Пернер, Пешек, Штепан, Шимонек, Дворжачек, Коленатий, Прібой, Горейс
«Вршовіце»: Бєлік, Крейчі, Кашпар, Гохманн, Машата, Гавдра, Буреш, Галлінгер, Бейбл, Догнал, Віммер